# Црква Светог пророка Илије у Малом Пожаревцу
Црква Светог пророка Илије је Српска православна црква која се налази у Малом Пожаревцу, општина Сопот и припада Архиепископији београдско-карловачкој.

## Свети Илија
Илија или Елаја (хебр. אליהו — Eliyahu) је био израелски пророк из 9. века п. н. е. Помиње се у Талмуду, хришћанској Библији и Курану. Био је родом из Ароноба из града Тесвита. По предању, када се Илија родио, његов отац Сабах је видео око њега анђеле који га повијају огњем и хране пламеном, што је било знамење његовог пламеног карактера и силе огњене. Младост је провео у дубоком размишљању и молитви, често сам у пустињи. Срби су преласком у хришћанство многе особине свог старог бога Перуна, који је управљао муњама и громовима. Свети Илија је у Србији био слава ваздухопловаца, обнародована указом из 1924. године. Међутим након пропасти краљевине Југославије и долазак комуниста на власт слава је престала да се поштује. Године 1992. свети Илија поново постаје слава ваздухопловаца. Дан Светог пророка Илије се обележава 20. јула по јулијанском календару, а 2. августа по грегоријанском календару

## Црква у Малом Пожаревцу кроз историју
Црква Светог Илија у Малом Пожаревцу први пут се спомиње у записима на литургијским књигама, као мала пожаревачка црква у првој половини 19.века.
Подигнута је 1862. године као једнобродна грађевина са великом полукружном апсидом и две почне певнице.
Црква има два портала западни и јужни који су обрађени каменом са полукружним завршетком. Стари црквени иконостар није сачуван,а нови је насликао Димитрије Посниковић 1882. године. У црквеном дворишту налази се и дрвена звонцара, која је подигнута почеком 19.века, када је постојала стара црква. Поред верског и историјског значаја, звонара представља значајан примерак и народне архитектуре.